# Lektör
Lektör är ett yrke inom förlagsbranschen. Lektörer bedömer manuskript som sänts in till förlaget.
Bibliotekstjänst har lektörer som läser och skriver recensioner, som kan ligga till grund om biblioteken köper in en bok eller ej.
En lektör (femininum ’lektris’) är även en person som är anställd för att läsa högt för någon.